# Сахалински залив
Сахалѝнският залив (на руски: Сахалинский залив) е залив в югозападната част на Охотско море, между континенталната част на Азиатска Русия на север от устието на река Амур на югозапад (Хабаровски край) и северната част на остров Сахалин на изток (Сахалинска област).
Вдава се в сушата на 113 km, ширина на входа между носовете Александър на запад и Мария на изток 160 km. На север е широко открит към Охотско море, а на юг се стеснява до 26 km и преминава в плиткия Амурски лиман. Бреговете му са предимно низинни, с няколко големи заливи-лагуни – Щастие (на югозапад), Байкал и Помор (на изток) преградени с пясъчни коси или дълги и тесни пясъчни острови. От ноември до юни е покрит с ледове. Приливите са неправилни, денонощни с амплитуда 2 – 3 m. На югозападния, континентален бряг са разположени селата Литке, Власево и Байдуково, а на източния, сахалински бряг – селата Некрасовка, Москалво, Люги, Рибное.
Сахалинският залив е открит в края на май 1645 г. от руския първопроходец Василий Поярков, който от устието на река Амур навлиза в залива и пръв плава в него на северозапад.